# Oxyethira
Oxyethira is een geslacht van schietmotten uit de familie Hydroptilidae.

## Soorten
Deze lijst van 191 stuks is mogelijk niet compleet.
- O. abacatia DG Denning, 1947
- O. absona OS Flint, 1991
- O. acegua EB Angrisano, 1995
- O. aculea HH Ross, 1941
- O. acuta M Kobayashi, 1977
- O. aeola HH Ross, 1938
- O. ahipara KAJ Wise, 1998
- O. alaluz L Botosaneanu, 1980
- O. albaeaquae L Botosaneanu, 1995
- O. albiceps (R McLachlan, 1862)
- O. allagashensis RL Blickle, 1963
- O. anabola RL Blickle, 1966
- O. andina RW Kelley, 1983
- O. angustella AV Martynov, 1933
- O. apinolada RW Holzenthal & SC Harris, 1992
- O. araya HH Ross, 1941
- O. arctodactyla RW Kelley, 1983
- O. archaica H Malicky, 1975
- O. argentinensis OS Flint, 1982
- O. arizona HH Ross, 1948
- O. artuvillosa (A Wells, 1981)
- O. aspera L Yang & RW Kelley, 1997
- O. azteca (Mosely, 1937)
- O. baritu EB Angrisano, 1995
- O. bicornuta RW Kelley, 1983
- O. bidentata Mosely, 1934
- O. bifurcata L Yang & RW Kelley, 1997
- O. bogambara F Schmid, 1958
- O. braziliensis RW Kelley, 1983
- O. brevis A Wells, 1981
- O. burkina Gibon, Guenda & Coulibaly, 1994
- O. caledoniensis RW Kelley, 1989
- O. campanula L Botosaneanu, 1970
- O. campesina L Botosaneanu, 1977
- O. circaverna RW Kelley, 1983
- O. cirrifera OS Flint, 1964
- O. coercens KJ Morton, 1905
- O. colombiensis RW Kelley, 1983
- O. columba (A Neboiss, 1977)
- O. complicata A Wells, 1990
- O. copina EB Angrisano, 1995
- O. cornuta A Wells, 1990
- O. costaricensis RW Kelley, 1983
- O. cotula A Wells & D Dudgeon, 1990
- O. cuernuda RW Holzenthal & SC Harris, 1992
- O. culebra RW Holzenthal & SC Harris, 1992
- O. chrysocara SC Harris, 2002
- O. dactylonedys RW Kelley, 1983
- O. dalmeria (Mosely, 1937)
- O. datra J Olah, 1989
- O. delcourti S Jacquemart, 1973
- O. desadorna SR Moulton & SC Harris, 1997
- O. discaelata RW Kelley, 1983
- O. distinctella R McLachlan, 1880
- O. dorsennus RW Kelley, 1989
- O. driesseni A Wells, 2002
- O. dualis KJ Morton, 1905
- O. dunbartonensis RW Kelley, 1981
- O. ecornuta KJ Morton, 1893
- O. efatensis RW Kelley, 1989
- O. elerobi (RL Blickle, 1961)
- O. espinada RW Holzenthal & SC Harris, 1992
- O. ezoensis M Kobayashi, 1977
- O. falcata KJ Morton, 1893
- O. fijiensis RW Kelley, 1989
- O. flagellata S Jacquemart, 1963
- O. flavicornis (F.J. Pictet, 1834)
- O. florida DG Denning, 1947
- O. forcipata Mosely, 1934
- O. frici F Klapalek, 1891
- O. garifosa SR Moulton & SC Harris, 1997
- O. geminata OS Flint & JL Sykora, 2004
- O. glasa (HH Ross, 1941)
- O. grisea C Betten, 1934
- O. harpagella DE Kimmins, 1951
- O. harpeodes L Yang & RW Kelley, 1997
- O. hartigi GP Moretti, 1981
- O. hilosa RW Holzenthal & SC Harris, 1992
- O. hozosa SC Harris & LJ Davenport, 1999
- O. hyalina (F Mueller, 1879)
- O. iglesiasi MA Gonzalez & LSW Terra, 1982
- O. ikal A Wells & J Huisman, 1992
- O. inaequispina OS Flint, 1990
- O. incana Ulmer, 1906
- O. indorsennus RW Kelley, 1989
- O. insularis RW Kelley, 1989
- O. itascae MP Monson & RW Holzenthal, 1993
- O. jamaicensis OS Flint, 1968
- O. janella DG Denning, 1948
- O. josifovi K Kumanski, 1990
- O. kelleyi SC Harris, 1987
- O. kingi RW Holzenthal & RW Kelley, 1983
- O. kirikiriroa BJ Smith, 2008
- O. klingstedti O Nybom, 1982
- O. lagunita OS Flint, 1982
- O. laodameia H Malicky, 2004
- O. longispinosa K Kumanski, 1987
- O. longissima OS Flint, 1974
- O. lumipollex RW Kelley & SC Harris, 1983
- O. lumosa HH Ross, 1948
- O. macrosterna OS Flint, 1974
- O. maryae RW Kelley, 1983
- O. matadero PP Harper & P Turcotte, 1985
- O. maya DG Denning, 1947
- O. mcgregori SC Harris & AD Huryn, 2000
- O. melasma RW Kelley, 1989
- O. merga RW Kelley, 1983
- O. michiganensis Mosely, 1934
- O. mienica A Wells, 1981
- O. minima (DE Kimmins, 1951)
- O. mirebalina L Botosaneanu, 1991
- O. misionensis EB Angrisano, 1995
- O. mithi H Malicky, 1974
- O. mocoi EB Angrisano, 1995
- O. novasota HH Ross, 1944
- O. obscura OS Flint, 1974
- O. obtatus DG Denning, 1947
- O. orellanai SC Harris & LJ Davenport, 1992
- O. oropedion RW Kelley, 1989
- O. ortizorum L Botosaneanu, 1995
- O. paieon H Malicky, 2004
- O. paludicola A Wells & CM Yule, 2008
- O. pallida (Banks, 1904)
- O. parazteca RW Kelley, 1983
- O. parce (SW Edwards & CR Arnold, 1961)
- O. paritentacula RW Kelley, 1983
- O. peruviana SC Harris & LJ Davenport, 1999
- O. pescadori SC Harris & AC Keth, 2002
- O. petei EB Angrisano, 1995
- O. picita SC Harris & LJ Davenport, 1999
- O. ping H Malicky & P Chantaramongkol, 2007
- O. pirisinui GP Moretti, 1981
- O. plumosa (A Wells, 1981)
- O. presilla SC Harris & LJ Davenport, 1999
- O. pseudofalcata VD Ivanov, 1992
- O. puertoricensis OS Flint, 1964
- O. quinquaginta RW Kelley, 1983
- O. rachanee P Chantaramongkol & H Malicky, 1986
- O. ramosa AV Martynov, 1935
- O. rareza RW Holzenthal & SC Harris, 1992
- O. retracta A Wells, 1981
- O. ritae EB Angrisano, 1995
- O. rivicola RL Blickle & WJ Morse, 1954
- O. roberti PP Harper & D Roy, 1980
- O. rossi RL Blickle & WJ Morse, 1957
- O. sagittifera F Ris, 1897
- O. santiagensis OS Flint, 1982
- O. savanniensis RW Kelley & SC Harris, 1983
- O. scaeodactyla RW Kelley, 1983
- O. scopulina OS Flint & JL Sykora, 2004
- O. scutica RW Kelley, 1989
- O. sechellensis H Malicky, 1993
- O. sencilla RW Holzenthal & SC Harris, 1992
- O. serrata HH Ross, 1938
- O. setosa DG Denning, 1947
- O. sichuanensis L Yang & RW Kelley, 1997
- O. sida RL Blickle & WJ Morse, 1954
- O. sierruca RW Holzenthal & SC Harris, 1992
- O. simplex F Ris, 1897
- O. simulatrix OS Flint, 1968
- O. sininsigne RW Kelley, 1981
- O. smolpela A Wells, 1991
- O. spinosella R McLachlan, 1884
- O. spirogyrae (F Mueller, 1879)
- O. spissa RW Kelley, 1983
- O. tamperensis H Malicky, 1999
- O. tasmaniensis A Wells, 1998
- O. tega OS Flint, 1968
- O. teixeirai SC Harris & LJ Davenport, 1992
- O. tenei Gibon, Guenda & Coulibaly, 1994
- O. tenuella AV Martynov, 1924
- O. tica RW Holzenthal & SC Harris, 1992
- O. tiunovae TI Arefina & BJ Armitage, 2003
- O. torquata A Wells, 2002
- O. touba FM Gibon, 1988
- O. triangulata A Wells, 1981
- O. trifallax
- O. tristella F Klapalek, 1895
- O. tropis L Yang & RW Kelley, 1997
- O. ulmeri Mosely, 1937
- O. unidentata R McLachlan, 1884
- O. unispina OS Flint, 1974
- O. vaina SC Harris & LJ Davenport, 1999
- O. velocipes (KH Barnard, 1934)
- O. verna HH Ross, 1938
- O. vipera RW Kelley, 1983
- O. volsella L Yang & RW Kelley, 1997
- O. waipoua KAJ Wise, 1998
- O. warramunga A Wells, 1985
- O. zeronia HH Ross, 1941
- O. zilaba (Mosely, 1939)